# Mères et Filles
Pour plus de détails, voir Fiche technique et Distribution.
Mères et Filles (ou La Cuisine) est un film franco-québécois, réalisé par Julie Lopes-Curval, sorti en 2009.

## Synopsis
Audrey, la trentaine, dans une phase délicate de sa vie de femme, vient passer quelques jours chez ses parents à Arcachon. Elle fait une découverte qui la pousse à dénouer les fils du passé de sa mère caractérielle, Martine qui est médecin.

Martine vient de perdre son père qui l’a élevée après le départ de sa mère qui n’a plus jamais donné de nouvelles. Les deux femmes s’affrontent violemment quand Audrey découvre le livre de recettes qui en fait est le journal intime de Louise, sa grand-mère maternelle. Audrey tente de comprendre pourquoi sa grand-mère a abandonné ses deux enfants. De nombreux flash-back égrenant le film mettent peu à peu en lumière la sinistre vérité

## Fiche technique
Sauf indication contraire, les informations mentionnées dans cette section peuvent être confirmées par la base de données cinématographiques IMDb,  présente dans la section « Liens externes ».
- Réalisation : Julie Lopes-Curval
- Scénario : Julie Lopes-Curval, Sophie Hiet
- Musique : Patrick Watson
- Photographie : Philippe Guilbert
- Production : Alain Benguigui et Thomas Verhaeghe
- Société de distribution : BAC Films
- Langue : français
- Date de sortie : 7 octobre 2009

## Distribution
- Catherine Deneuve : Martine
- Marina Hands : Audrey
- Marie-Josée Croze : Louise
- Michel Duchaussoy : Michel
- Jean-Philippe Écoffey : Gérard
- Carole Franck : Evelyne
- Éléonore Hirt : Suzanne
- Gérard Watkins : Gilles
- Romano Orzari : Tom
- Nans Laborde : Pierre
- Meriem Serbah : Samira
- Louison Bergman : Martine enfant
- Arthur Lurcin : Gérard enfant
- Manon Percept : Audrey enfant
- Jean-Claude Calon : l'entrepreneur

## Box-office
Le film a réalisé 238 032 entrées en France et 257 312 entrées en Europe .

## Autour du film

### Anecdotes
- Au départ, Isabelle Carré devait avoir le rôle d’Audrey, mais étant enceinte, elle a du céder sa place à Marina Hands[3].
- À l’origine, le film devait s’intituler La Cuisine, mais pour des raisons de promotion et d’affiche, la réalisatrice en a changé le titre[4].
- Le film se passe une fois de plus sur un bord de mer comme c’était déjà le cas pour le premier film de Julie Lopes-Curval qui s’intitule Bord de mer.
- C’est le premier film de Julie Lopes-Curval sans l’acteur Jonathan Zaccaï[5].

### Lieux de tournage
Ce film a été tourné en partie à Arcachon et à Libourne.